# Robert Viby
Robert Viby (født 10. april 1929 i Aarhus, død 4. august 2001) var en dansk tegner og illustrator.
Robert Viby har illustreret en række værker, såsom serien ”Gyldendals Udødelige Ungdomsbøger”, som bl.a. omfattede Jules Vernes ”Den hemmelighedsfulde ø” fra 1966. Han illustrerede bl.a. også Astrid Lindgrens "Mere om os børn i Bulderby" og "Mio min Mio", samt ældre udgaver af den danske version af serien om ”Pelle Haleløs”. I 1970-erne og 1980-erne illustrerede han bl.a. serien "Sesams Klassikere". Robert Viby illustrerede ligeledes noveller og romaner til ugeblade frem til 1999.
Han tegnede også tegneserier som fx ”Stewardessen” til Hjemmet fra 1969-1976. og "Familien Garders eventyrlige rejser" i Politiken fra 1965. Derudover tegnede han til en række reklamer, bl.a. Ajax ”som en hvid tornado”. Hans speciale var historiske tegninger.
Han startede karrieren ved at vinde en konkurrence i Ping-klubben i BT i 1940 (som 10-årig) og som 14-årig solgte han den første tegneserie/malebog om Klods Hans, til ugebladet ”Landet” i 1943. Som 17-årig kom han på Kunsthåndværkerskolen, hvor han i 1949 vandt en konkurrence og hans illustration blev brugt som udstillingsplakat på "kunsthåndværkets forårsudstilling" arrangeret af landsforeningen "dansk kunsthåndværk".
Robert Viby var gift med designeren Jette Viby indtil hendes død i 1999 og sammen fik de 4 børn. De skabte i fællesskab børneserien "Rie og Rolle".